# Clasificación del patrimonio en Portugal

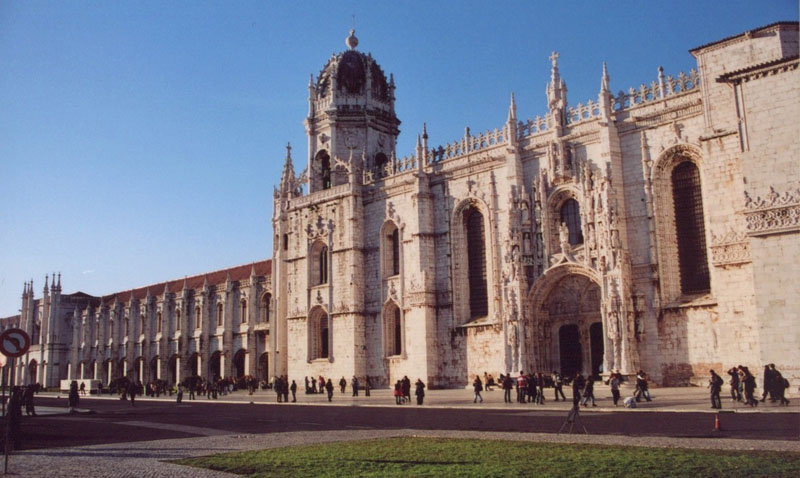
El monasterio de los Jerónimos de Belém, uno de los grandes monumentos de Portugal, clasificado como patrimonio de la humanidad.

La clasificación del patrimonio en Portugal se regula mediante unas figuras de protección definidas por el Instituto de Gestión del Patrimonio Arquitectónico y Arqueológico (abreviado IGESPAR), que tiene en cuenta sus valores históricos, culturales, estéticos, sociales, técnicos y científicos. Atendiendo a estas figuras, una obra patrimonial puede clasificarse como monumento nacional, inmueble de interés público o inmueble de interés municipal.

## Figuras de clasificación

### Monumento nacional
Regula el patrimonio edificado representativo y de interés para todo el territorio portugués. Los bienes inmuebles propiedad de particulares pueden optar a esta categoría siempre que su pérdida o degradación constituyan una pérdida irreparable para la cultura del conjunto del Estado. La categoría es única y se abrevia MN.
- MN: monumento nacional.

### Inmueble de interés público
Clasificación que abarca inmuebles de interés nacional en cuyos casos la designación de monumento nacional significaría el despliegue de unos recursos legales desproporcionados para su conservación. Puede optar a esta clasificación aquellos bienes muebles con elevado valor cuya salida del territorio nacional mermaría significativamente el patrimonio cultural de Portugal. Las subcategorías son las siguientes:
- IIP: Inmueble de interés público (clasificación antigua).
- MIP: Monumento de interés público.
- CIP: Conjunto de interés público.
- SIP: Sitio de interés público.

### Inmueble de interés municipal
Bienes cuyos valores respondan a significados culturales predominantes de un único municipio. La inclusión de objetos muebles en esta clasificación únicamente es posible con el consentimiento de sus respectivos propietarios. Las subcategorías son las siguientes:
- IM: Inmueble de interés municipal (clasificación antigua).
- MIM: Monumento de interés municipal.
- CIM: Conjunto de interés municipal.
- SIM: Sitio de interés municipal.